# Oliver Taylor
Oliver William "Ollie" Taylor, född 19 februari 1938 i Townsville, är en australisk före detta boxare.
Taylor blev olympisk bronsmedaljör i bantamvikt i boxning vid sommarspelen 1960 i Rom.